# Walter Roscoe Stubbs
Walter Roscoe Stubbs (7 de Novembro de 1858 - 25 de Março de 1929) foi o décimo oitavo Governador do Kansas. Stubbs, um Republicano progressista, ficou conhecido por seus ideais proibicionistas, bem como por ter aprovado a primeira lei "blue sky" do país.

## Biografia

### Primeiros anos
Stubbs nasceu no Condado de Wayne, Indiana, perto da cidade de Richmond, em uma família de descendência Quaker. Mudou-se para a pequena cidade de Hesper (localizada cerca de duas milhas e meia a sudeste de Eudora) com sua família em 1869 e estudou no sistema de escolas públicas do Condado de Douglas. Por um tempo, estudou brevemente na Universidade do Kansas, mas não se formou. Casou-se com Stella Hosteller em 1886 e tiveram cinco filhos, um dos quais morreu no mesmo dia em que nasceu. Em sua juventude, Stubbs realizou alguns trabalhos estranhos, como dirigir mulas e ser balconista, antes de se tornar um construtor de ferrovia. Depois de enviar uma oferta à Chicago, Rock Island and Pacific Railroad para construir uma ferrovia que liga St. Louis a Kansas City, Stubbs lucrou cerca de 250.000 dólares. Suas habilidades como construtor continuaram e, finalmente, seus negócios estavam assegurando contratos totalmente em torno de 3-5 milhões de dólares por ano.

### Carreira
Durante a meia-idade, Stubbs decidiu entrar na política e, em 1902, conseguiu um lugar na Câmara dos Representantes do Kansas, exercendo no distrito em que o Condado de Douglas localizava-se. Emergiu rapidamente como o líder dominante da ala progressista do Republicano e, após sua reeleição em 1904, tornou-se o Presidente da Câmara, exercendo de 1905 a 1906. Ganhou um terceiro mandato em 1906 e exerceu de 1907 até 1909, até que foi eleito governador do Kansas.
Stubbs exerceu dois mandatos como governador, do dia 11 de Janeiro de 1909 até 13 de Janeiro de 1913. Ao ascender ao cargo de governador, ganhou fama apelando ao "recall de funcionários públicos inúteis ou incompetentes". Como proibicionista, também estabeleceu como prioridade a erradicação ilegal de contrabando. Especificamente, concentrou sua atenção no Condado de Crawford, Kansas (então apelidado de "Pequenos Bálcãs"), onde na época vários imigrantes faziam uísque de contrabando para complementar sua renda escassa como mineração a céu aberto. Segundo o estudante de direito penal Ken Peak, "os [Pequenos] Bálcãs o deixaram absolutamente louco. Estava com as mãos cheias e mandou pessoas para os Bálcãs para resolver tudo". Apesar dessa imensa repressão, no entanto, o governador não conseguiu erradicar completamente o crime do estado. Durante o governo de Stubbs, o Kansas também promulgou a primeira lei estadual "blue sky" do país, que foi promovida por Joseph Norman Dolley, o comissário bancário do estado do Kansas, que havia sido nomeado pelo governador no dia 3 de Março de 1909.
Perto do final de seu segundo mandato como governador, Stubbs ganhou a candidatura de seu partido para o Senado dos EUA. No entanto, nas eleições gerais de Novembro de 1912, o Democrata William H. Thompson derrotou Stubbs em sua candidatura ao cargo. Stubbs foi novamente candidato ao Senado em 1918, mas foi derrotado por pouco nas primárias Republicanas por Arthur Capper.

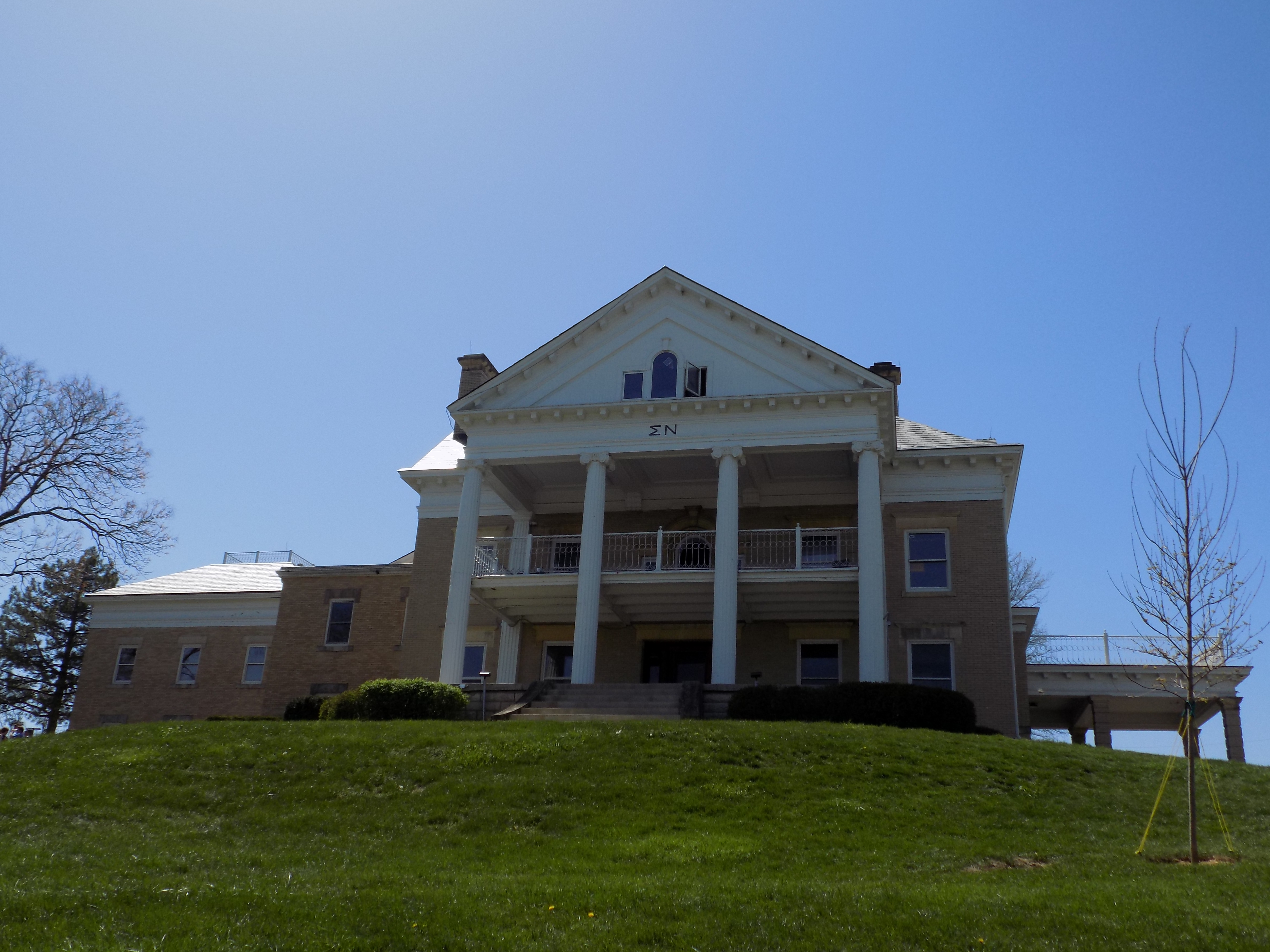
A mansão de W.R. Stubbs, que agora é a casa da fraternidade Sigma Nu na Universidade do Kansas (2018).

Ao deixar o cargo de governador, Stubbs voltou para sua mansão em Windmill Hill, em Lawrence, Kansas, localizada a oeste do campus da Universidade do Kansas. O edifício, construído em 1907, foi vendido por Stubbs em 1922 a filial da Sigma Nu da KU e, até hoje, ainda é usado como sua casa de fraternidade.

### Morte
Depois de sofrer com problemas cardíacos por algum tempo, Stubbs morreu no dia 25 de Março de 1929 em Topeka, Kansas, aos 70 anos. Está sepultado no Cemitério Oak Hill, em Lawrence.